# Astroworld
Az Astroworld Travis Scott amerikai rapper és producer harmadik stúdióalbuma, amely 2018. augusztus 3-án jelent meg a Cactus Jack Records és Grand Hustle Records kiadókon keresztül, az Epic Records terjesztésével. A Billboard 200-első Birds in the Trap Sing McKnightot (2016) és a Huncho Jack, Jack Huncho (2017) albumokat követi.
Az albumon közreműködött többek között a The Weeknd, Kid Cudi, Frank Ocean, Drake, James Blake, Philip Bailey, 21 Savage, Swae Lee, Gunna, Nav, Quavo, Takeoff, Juice Wrld, Sheck Wes és Don Toliver. Sok producer dolgozott az albumon, mint Scott önmaga, Mike Dean, Allen Ritter, Hit-Boy, WondaGurl, Tay Keith, Tame Impala, Frank Dukes, Sonny Digital, Murda Beatz és Thundercat.
Az albumot a bezárt Six Flags AstroWorld vidámparkról nevezte el, amely Houstonban volt található. Scott, aki a városban nőt fel és azt mondta, hogy a célja az albummal az volt, hogy úgy hangozzon, mintha „elvennél egy vidámparkot a gyerekektől.” Illetve a Rodeo (2015) album folytatásának nevezte. Az Astroworld stílusát tekintve hiphop és pszichedelikus rap, a trap elemeit felhasználva. Az albumról négy kislemez jelent meg, a Butterfly Effect, a Sicko Mode, a Yosemite és a Wake Up.
Az Astroworld sikert aratott a kritikusok körében és kereskedelmileg is, a Billboard 200 első helyén debütált, az első hetében több, mint fél millió példány kelt el belőle. Négyszeres platina minősítést kapott az Amerikai Hanglemezgyártók Szövetségétől (RIAA). Megnyerte az Év albuma díjat a 2019-es BET Hip Hop Awardson. 2018, és az évtized egyik legjobb albumának nevezte több magazin is.

## Háttér
Az album címét 2016 májusában jelentették be, 2017-es megjelenési dátummal. A címét a már bezárt Six Flags AstroWorld vidámparkról kapta, amely Houstonban volt található 2005-ig. Egy 2017-es interjúban Scott a következőt mondta a címről: „Lebontották az AstroWorldöt, hogy apartmanokat építhessenek. Ehhez hasonlóan fog hangzani, mintha elvennél egy vidámparkot a gyerekektől. Vissza akarjuk kapni. VIssza akarjuk kapni az épületet. Ezért csinálom. Kivette a szórakoztatást a városból.” Scott ezek mellett azt mondta, hogy debütáló albumának, a Rodeonak (2015) a folytatása: „Az ötlet az volt, hogy ha beleástad magad a Rodeoba, akkor biztos bele fogod ásni magad az Astroworldbe. Csak befejezem, amit elkezdtem az első albumomon. Ennek kéne a második albumomnak lennie. Gyorsan kellett dolgoznom, mert sok, különböző ötletem volt, amiket gyorsan elkészítettem, de most már hivatalosan is hazatértem az Astroworlddel.”

## Felvételek
Az album felvételei 2016 és 2018 között történtek, Travis Scott a munkálatokat közösségi médián osztotta meg. 2018 júliusában Scott az albumot Hawaiin fejezte be olyan közreműködőkkel, mint Mike Dean, Nav, Frank Dukes, Sonny Digital, WondaGurl, Sheck Wes, Gunna, Wheezy, Don Toliver, Allen Ritter és Amir Esmailian.

## Megjelenés
2017 májusában Scott feltöltött három dalt SoundCloudra—A Mant, a Green and Purple-t (Playboi Carti közreműködésével) és a Butterfly Effectet. A Butterfly Effect 2017. május 15-én jelent meg streaming platformokon és digitális letöltésként, mint az album első kislemeze. Ötvenedik helyig jutott a Billboard Hot 100-on. A Watch kislemez, Kanye West és Lil Uzi Vert közreműködésével, 2018. május 4-én jelent meg és a 16. helyig jutott a Billboard Hot 100-on, de az albumon végül nem szerepelt.
2018. július 27-én megjelent Scott szobra az Amoeba Music bolton, Los Angelesben. Ehhez hasonlóan több helyen is megjelent a szobor országszerte. Végül egy előzetessel, amelyben szerepelt a Stargazing, bejelentették, hogy az album 2018. július 30-án fog megjelenni.
A videó megjelenését követően premiereltek három dalt a Wav Radio műsorán, amelyek végül nem szerepeltek a lemezen: a Houdini (Playboi Carti közreműködésével), a Zoom (Gunna közreműködésével) és a Part Time. A Stop Trying to Be God videóklipje 2018. augusztus 6-án jelent meg, amelyet Dave Meyers rendezett. Scott előadott három dalt az albumról a 2018-as MTV Video Music Awards díjátadón.
A Sicko Mode 2018. augusztus 21-én jelent meg kislemezként. Első helyig jutott a Billboard Hot 100-on. A Yosemite volt a harmadik kislemez és 2018. november 20-án jelent meg, míg a negyedik a Wake Up volt, 2019. március 26-án.

## Kompozíció
Az Astroworld egy hiphop és pszichedelikus rap album, a trap elemeit felhasználva. A Stargazing egy pszichedelikus trap dal, míg a Coffee Beanen „old school hiphop hallható, funkos gitárokkal.” A Skeletonst a Pitchfork kaleidoszkóp popnak nevezte, amelyben Kanye West által inspirált dalszövegek hallhatók.

## Albumborító
Az album borítóját David LaChapelle amerikai fényképész készítette és Scott fejének arany másolata látható, mint a vidámpark bejárata, gyerekekkel, szülőkkel és dolgozókkal a kapu előtt. Egy második borítón ugyanez a bejárat látható, csak éjszaka, és a gyerekek helyett felnőtt-témájú képek láthatók. 2018. augusztus 1-én Amanda Lepore transznemű modell, aki gyakran dolgozott LaChapelle-lel, megkérdőjelezte, hogy miért távolították el a második borító végső változatáról. LaChapelle később válaszolt, azt mondva, hogy Lepore háttérbe szorította a többi modellt. Travis Scott később azt mondta Twitteren, hogy „minden tiszteletem az LMBTQ-közösségnek.”
2018 szeptemberében a TMZ azt mondta, hogy a közreműködő Frank Ocean beperelte Scottot, hogy eltávolítsák a versszakát a Carouselről,  a dal hangzásáról való félreértések következtében. Ocean később tisztázta a dolgot: „Szerintem a dal jól hangzik [...] jóváhagytam a megjelenés előtt, szóval a per nem a 🔊-ról szólt, hanem 🏳️🌈-ról. Én és Travis magunk között megoldottuk hetekkel ezelőtt. 💖” Azt tekintetbe véve, hogy Ocean használta a szivárványos zászlót, sokan úgy gondolták, hogy a félreértés Lepore eltávolítása miatt volt.

## Fogadtatás
Az Astroworldöt széles körben méltatták a zenekritkusok. A Metacriticen, amely 100 pontból ad albumoknak egy minősítést, az album 19 kritika alapján 85 pontot kapott. A hasonlóan működő AnyDecentMusic?-on 10-ből 8.1 volt a pontszáma.
Jordan Bassett (NME) tökéletes értékelést adott az Astroworldnek, kiemelve az album közreműködőit, megemlítve a Stop Trying to Be Godot, mint „a felvétel rendkívüli energiával,” míg a Coffee Bean szerinte „megmutatja az Astroworld témáját és ambícióját.” A kritikáját Bassett a következőként zárta le: „Ez egy zenész hangja, aki egy maga köré felépített teljes világ, egy birodalom elkészítésén dolgozott – betekinthetünk, de csak távolról, indítékaira és életére a bársony kötél mögött csak tippjeink lehetnek.” Kassandra Guagliardi (Exclaim!) hasonló véleményen volt, azt írva, hogy az Astroworld „bemutatja Travis Scott evolúcióját, mint egy előadó, az eddigi legkifinomultabb, képzeletgazdagabb projektjében.” Roisin O'Connor (The Independent) azt mondta, hogy egy „futurisztikus felvétel, lényegében hibátlan produceri munkával, amely az utolsó dal után sokáig az ember fejében marad” és úgy érezte, hogy Scott „eddigi legmeghatározóbb munkája karrierjében.” Wren Graves (Consequence) azt írta, hogy az Astroworld „egy album, teli fertőző dallamokkal és atmoszférikus alapokkal.” Thomas Hobbs (Highsnobiety) azt mondta, hogy azt Astroworldre „úgy fogunk emlékezni, mint a pillanat, mikor Travis Scott létrehozott egy zenei darabot, ami méltó azokhoz a zavargásokhoz, amelyeket elő tud idézni. Egy szórakoztató cirkuszi utazás. Travis Scottnak szüksége volt egy albumra, amely indokolja a felhajtást, és az Astroworlddel lehet van egy klasszikusa.” Grant Rindner (The Line of Best Fit) azt írta, hogy „Scott könnyen csinálhatott volna még egy torzított, buja projektet, mint korábbi két albuma, de kiemelve vokális teljesítményeit és megtalálva a legjobb középutat, amelyet a szupersztár közreműködőivel találhatott, az Astroworldöt egy vidámparkká tette, amelyhez érdemes visszatérni, akkor is ha rajongó voltál vagy szkeptikus.”
Larry Fitzmaurice (Pitchfork) úgy gondolta, hogy ez volt eddigi legjobb albuma, kiemelve, hogy „kurátori képességei segítettek kifaragni egy ragadós, nyirkos, pszichedelikus világot, ragyogó produceri munkával, szokatlan gyönyörökkel minden kanyarban,” de úgy érezte, hogy „porondmestert játszik cirkuszában, ahelyett, hogy ő lenne a fő attrakció.” Andrew Barker (Variety) azt mondta, hogy „17 dallal az Astroworld nem ússza meg töltelékek nélkül—a 21 Savage közreműködés az NC-17-en fárasztóan éretlen, míg a Can’t Say és a Houstonfornication nem igazán áll össze—de az album nagyon ritkán érződik vontatottnak vagy inspirálatlannak.” Christopher R. Weingarten (Rolling Stone) méltatta az album első felét, de a másodikat gyengébbnek érezte: „Sajnos Scott nem tudja fenntartani a tempót az egész albumon: a hét dalos sorozat az album végén klasszikus Travis, a megszokott lassú lüktetéssel. Ennek ellenére a maradék a karrierjének a legérdekesebb zenéje, már nem csak úgy néz ki mint egy zseniális előadó, hanem úgy is hangzik.”

### Ranglisták
| Magazin              | Lista                                      | Hely | For.   |
| -------------------- | ------------------------------------------ | ---- | ------ |
| ABC News             | 2018 50 legjobb albuma                     | 49   | [ 49 ] |
| AllMusic             | AllMusic 2018 legjobbjai                   | N/A  | [ 50 ] |
| Billboard            | 2018 50 legjobb albuma                     | 7    | [ 51 ] |
| Billboard            | A 2010-es évek 100 legjobb albuma          | 83   | [ 52 ] |
| Clash                | Clash Az év albumai 2018                   | 2    | [ 53 ] |
| Complex              | 2018 50 legjobb albuma                     | 2    | [ 54 ] |
| Entertainment Weekly | 2018 20 legjobb albuma                     | 20   | [ 55 ] |
| Exclaim!             | 2018 10 legjobb hiphopalbuma               | 6    | [ 56 ] |
| GQ (Oroszország)     | 2018 legjobb zenei albumai                 | 5    | [ 57 ] |
| The Guardian         | 2018 50 legjobb albuma                     | 28   | [ 58 ] |
| Highsnobiety         | 2018 25 legjobb albuma                     | 6    | [ 59 ] |
| The Independent      | 2018 40 legjobb albuma                     | 13   | [ 60 ] |
| NME                  | Az év legjobb albumai 2018                 | 19   | [ 61 ] |
| NME                  | Az évtized legjobb albumai: A 2010-es évek | 64   | [ 62 ] |
| Noisey               | Noisey 2018 100 legjobb albuma             | 7    | [ 63 ] |
| NPR Music            | 2018 50 legjobb albuma                     | 35   | [ 64 ] |
| Okayplayer           | 2018 legjobb albumai                       | 4    | [ 65 ] |
| Pitchfork            | 2018 50 legjobb albuma                     | 23   | [ 66 ] |
| Rolling Stone        | 2018 50 legjobb albuma                     | 6    | [ 67 ] |
| Uproxx               | 2018 50 legjobb albuma                     | 1    | [ 68 ] |
| Uproxx               | A 2010-es évek legjobb albumai             | 20   | [ 69 ] |
| Vibe                 | 2018 30 legjobb albuma                     | 28   | [ 70 ] |

### Díjak és jelölések
| Év   | Díjátadó               | Kategória                   | Eredmény | For.   |
| ---- | ---------------------- | --------------------------- | -------- | ------ |
| 2019 | American Music Awards  | Kedvenc Album – Rap/Hiphop  | Jelölve  | [ 71 ] |
| 2019 | BET Hip Hop Awards     | Az év albuma                | Elnyerte | [ 72 ] |
| 2019 | Billboard Music Awards | Legjobb Billboard 200-album | Jelölve  | [ 73 ] |
| 2019 | Billboard Music Awards | Legjobb rapalbum            | Jelölve  | [ 73 ] |
| 2019 | Grammy-gála            | Legjobb rapalbum            | Jelölve  | [ 74 ] |
| 2019 | Juno Awards            | Az év nemzetközi albuma     | Jelölve  | [ 75 ] |

## Számlista
| Astroworld | Astroworld            | Astroworld | Astroworld | Astroworld | Astroworld | Astroworld | Astroworld | Astroworld | Astroworld |
|            | Cím                   | Szerző(k) | Hossz      |            |            |            |            |            |            |
| ---------- | --------------------- | --- | ---------- | ---------- | ---------- | ---------- | ---------- | ---------- | ---------- |
| 1.         | STARGAZING            | Jacques Webster II Sonny Uwaezuoke Brandon Korn Brandon Whitfield Samuel Gloade Cydel Young Jamie Lepe Michael Dean Lamont Porter | 4:31       |            |            |            |            |            |            |
| 2.         | CAROUSEL              | Webster Christopher Breaux Chauncey Hollis Rick Rubin Adam Horovitz Adam Yauch Michael Diamond | 3:00       |            |            |            |            |            |            |
| 3.         | SICKO MODE            | Webster Aubrey Graham Khalif Brown John Hawkins Hollis Ozan Yildirim Brytavious Chambers Tim Gomringer Kevin Gomringer Chahayed Young Mirsad Dérvic Dean Luther Campbell Harry Wayne Casey Richard Finch Christopher Wallace Osten Harvey Bryan Higgins Trevor Smith James Jackson Malik Taylor Keith Elam Chris E. Martin Kamaal Fareed Ali Jones-Muhammad Tyrone Taylor Fred Scruggs Kirk Jones Chylow Parker | 5:12       |            |            |            |            |            |            |
| 4.         | R.I.P. SCREW          | Webster Brown Trocon Roberts, Jr. Dean Blair Lavigne | 3:05       |            |            |            |            |            |            |
| 5.         | STOP TRYING TO BE GOD | Webster James Litherland Dean K. Gomringer T. Gomringer Joshua Adams | 5:38       |            |            |            |            |            |            |
| 6.         | NO BYSTANDERS         | Webster Jarad Higgins Khadimou Fall Ebony Oshunrinde Dean Bryan Simmons Young Björk Guðmundsdóttir Sigurjón Sigurdsson Paul Beauregard Ricky Dunigan Jordan Houston Lola Mitchell Darnell Carlton Robert Phillips Filip Gežin | 3:38       |            |            |            |            |            |            |
| 7.         | SKELETONS             | Webster Pharrell Williams Kevin Parker Abel Tesfaye Kanye West Reine Fiske Dean | 2:25       |            |            |            |            |            |            |
| 8.         | WAKE UP               | Webster Tesfaye Adam Feeney Rupert Thomas, Jr. Nima Jahanbin Paimon Jahanbin Dean Kaan Gunesberk | 3:52       |            |            |            |            |            |            |
| 9.         | 5% TINT               | Webster Roberts, Jr. Dean Rico Wade Patrick Brown Raymon Murray Cameron Gipp Willie Knighton Robert Barnett Thomas Callaway | 3:16       |            |            |            |            |            |            |
| 10.        | NC-17                 | Webster Shayaa Abraham-Joseph Matthew Samuels Johnny Stefene T. Gomringer K. Gomringer Ritter Dean | 2:37       |            |            |            |            |            |            |
| 11.        | ASTROTHUNDER          | Webster Feeney Stephen Bruner Mayer Matthew Tavares Tommy Paxton-Beesley | 2:23       |            |            |            |            |            |            |
| 12.        | YOSEMITE              | Webster Sergio Kitchens Navraj Goraya June James Chandler Durham Ramiro Morales | 2:30       |            |            |            |            |            |            |
| 13.        | CAN’T SAY             | Webster Caleb Toliver Dean Uwaezuoke Feeney Oshunrinde James Cyr | 3:18       |            |            |            |            |            |            |
| 14.        | WHO? WHAT!            | Webster Quavious Marshall Kirshnik Ball Ronald LaTour Gloade Feeney Porter Brock Korsan | 2:56       |            |            |            |            |            |            |
| 15.        | BUTTERFLY EFFECT      | Webster Shane Lindstrom Donald Paton | 3:11       |            |            |            |            |            |            |
| 16.        | HOUSTONFORNICATION    | Webster Thomas, Jr. N. Jahanbin P. Jahanbin | 3:38       |            |            |            |            |            |            |
| 17.        | COFFEE BEAN           | Webster Young Anthony Jefferies Timothy Suby Dean | 3:29       |            |            |            |            |            |            |
| 58:33      |                       | |            |            |            |            |            |            |            |

További vokál és közreműködő előadók
- Carousel: Frank Ocean és Big Tuck
- Sicko Mode: Drake, Swae Lee és Big Hawk
- R.I.P. Screw: Swae Lee
- Stop Trying to Be God: Philip Bailey (Earth, Wind & Fire), James Blake, Kid Cudi és BJ the Chicago Kid
- No Bystanders: Sheck Wes és Juice Wrld
- Skeletons: Tame Impala, The Weeknd és Pharrell
- Wake Up: The Weeknd
- NC-17: 21 Savage
- Yosemite: Gunna és Nav
- Can’t Say: Don Toliver
- Who? What!: Quavo és Takeoff

Feldolgozott dalok
- Carousel: The New Style, szerezte: Rick Rubin, Adam Horovitz, Adam Yauch és Michael Diamond, előadta: Beastie Boys.
- Sicko Mode: I Wanna Rock, szerezte: Luther Campbell, Harry Wayne Casey és Richard Finch, előadta: Luke; Gimme the Loot, szerezte: Christopher Wallace, Osten Harvey, Bryan Higgins, Trevor Smith, James Jackson, Malik Taylor, Keith Elam, Christopher Martin, Kamaal Fareed, Ali Shaheed Jones-Muhammad, Tyrone Taylor, Fred Scruggs, Kirk Jones and Chylow Parker, előadta: The Notorious B.I.G.
- No Bystanders: Jóga, szerezte: Björk Guðmundsdóttir és Sigurjón Sigurdsson, előadta: Björk; Tear Da Club Up, szerezte: Paul Beauregard, Ricky Dunigan, Jordan Houston, Lola Mitchell, Darnell Carlton és Robert Phillips.
- 5% Tint: Cell Therapy, szerezte: Rico Wade, Patrick Brown, Ray Murray, Cameron Gipp, Willie Knighton, Robert Barnett és Thomas Callaway, előadta: Goodie Mob.

## Közreműködő előadó
| Utómunka - Mike Dean – master (összes), keverés (1–13, 16, 17), felvételek (8) - Jimmy Cash – asszisztens hangmérnök (1–13, 16, 17), felvételek (1, 4, 9–14, 17), keverés (6, 14) - Jon Sher – asszisztens hangmérnök (1, 3, 16, 17) - Ben Sedano – asszisztens hangmérnök (1, 3, 14, 16, 17) - Sean Solymor – asszisztens hangmérnök (1–13, 16, 17) - Zach Steele – felvételek (2, 5, 12, 13, 17), keverés (6) - Travis Scott – felvételek (2–4, 7–11, 16), keverés (3–5, 7, 8, 11, 17) - Skyler McLean – asszisztens hangmérnök (6, 12, 13) - Shin Kamiyama – felvételek (8) - Thomas Cullison – asszisztens hangmérnök (15) - Blake Harden – keverés (15), felvételek (15) | Zenészek - Mike Dean – billentyűk (4), gitár (17), szintetizátor (17) - Stevie Wonder – harmónika (5) - John Mayer – gitár (8, 11, 13) - Sheldon Ferguson – gitár (12) - Nineteen85 – basszusgitár (17) - Isaiah Gage – cselló (17) - Tim Suby – gitár (17) - Stephen Feigenbaum – vonósok (17) |

## Slágerlisták
| Slágerlista (2018–2020)                | Legmagasabb pozíció |
| -------------------------------------- | ------------------- |
| Ausztrál Albumok (ARIA)                | 1                   |
| Belga Albumok (Ultratop Flanders)      | 1                   |
| Belga Albumok (Ultratop Wallonia)      | 2                   |
| Brit Albumok (OCC)                     | 3                   |
| Brit R&B-albumok (OCC)                 | 2                   |
| Cseh Albumok (ČNS IFPI)                | 1                   |
| Dán Albumok (Hitlisten)                | 1                   |
| Finn Albumok (Suomen virallinen lista) | 2                   |
| Francia Albumok (SNEP)                 | 2                   |
| Holland Albumok (Album Top 100)        | 2                   |
| Ír Albumok (IRMA)                      | 2                   |
| Kanadai Albumok (Billboard)            | 1                   |
| Magyar Albumok Top 40 (MAHASZ)         | 32                  |
| Német Albumok (Offizielle Top 100)     | 4                   |
| Német Albumok (Top 20 Hip Hop)         | 1                   |
| Norvég Albumok (VG-lista)              | 1                   |
| Olasz Albumok (FIMI)                   | 1                   |
| Osztrák Albumok (Ö3 Austria)           | 4                   |
| Portugál Albumok (AFP)                 | 18                  |
| Skót Albumok (OCC)                     | 39                  |
| Spanyol Albumok (PROMUSICAE)           | 12                  |
| Svájci Albumok (Schweizer Hitparade)   | 2                   |
| Svéd Albumok (Sverigetopplistan)       | 1                   |
| US Billboard 200                       | 1                   |
| US Top R&B/Hip-Hop Albums (Billboard)  | 1                   |
| Új-Zéland-i Albumok (RMNZ)             | 1                   |

| Slágerlista (2010–2019) | Pozíció |
| ----------------------- | ------- |
| US Billboard 200        | 28      |

| Év   | Slágerlista                           | Pozíció |
| ---- | ------------------------------------- | ------- |
| 2018 | Ausztrál Albumok (ARIA)               | 33      |
| 2018 | Belga Albumok (Ultratop Flanders)     | 61      |
| 2018 | Belga Albumok (Ultratop Wallonia)     | 181     |
| 2018 | Brit Albumok (OCC)                    | 68      |
| 2018 | Dán Albumok (Hitlisten)               | 12      |
| 2018 | Holland Albumok (MegaCharts)          | 38      |
| 2018 | Kanadai Albumok (Billboard)           | 13      |
| 2018 | Svéd Albumok (Sverigetopplistan)      | 47      |
| 2018 | US Billboard 200                      | 7       |
| 2018 | US Top R&B/Hip-Hop Albums (Billboard) | 4       |
| 2018 | Új-Zéland-i Albumok (RMNZ)            | 32      |
| 2019 | Ausztrál Albumok (ARIA)               | 26      |
| 2019 | Belga Albumok (Ultratop Flanders)     | 50      |
| 2019 | Belga Albumok (Ultratop Wallonia)     | 159     |
| 2019 | Brit Albumok (OCC)                    | 69      |
| 2019 | Dán Albumok (Hitlisten)               | 17      |
| 2019 | Francia Albumok (SNEP)                | 138     |
| 2019 | Holland Albumok (Album Top 100)       | 26      |
| 2019 | Kanadai Albumok (Billboard)           | 8       |
| 2019 | Olasz Albumok (FIMI)                  | 73      |
| 2019 | Svájci Albumok (Schweizer Hitparade)  | 60      |
| 2019 | Svéd Albumok (Sverigetopplistan)      | 47      |
| 2019 | US Billboard 200                      | 8       |
| 2019 | US Top R&B/Hip-Hop Albums (Billboard) | 4       |
| 2019 | Új-Zéland-i Albumok (RMNZ)            | 22      |
| 2020 | Ausztrál Albumok (ARIA)               | 43      |
| 2020 | Osztrák Albumok (Ö3 Austria)          | 64      |
| 2020 | Belga Albumok (Ultratop Flanders)     | 34      |
| 2020 | Belga Albumok (Ultratop Wallonia)     | 82      |
| 2020 | Kanadai Albumok (Billboard)           | 28      |
| 2020 | Dán Albumok (Hitlisten)               | 23      |
| 2020 | Holland Albumok (Album Top 100)       | 28      |
| 2020 | Francia Albumok (SNEP)                | 148     |
| 2020 | Olasz Albumok (FIMI)                  | 42      |
| 2020 | Új-Zéland-i Albumok (RMNZ)            | 25      |
| 2020 | Svéd Albumok (Sverigetopplistan)      | 61      |
| 2020 | Svájci Albumok (Schweizer Hitparade)  | 46      |
| 2020 | Brit Albumok (OCC)                    | 86      |
| 2020 | US Billboard 200                      | 32      |
| 2020 | US Top R&B/Hip-Hop Albums (Billboard) | 15      |

## Minősítések
| Region                       | Minősítés  | Példányszám |
| ---------------------------- | ---------- | ----------- |
| Ausztrália (ARIA)            | Platina    | 70,000      |
| Brazília (Pro-Música Brasil) | 2× Platina | 80,000      |
| Dánia (IFPI Danmark)         | 3× Platina | 60,000      |
| Egyesült Államok (RIAA)      | 4× Platina | 4,000,000   |
| Egyesült Királyság (BPI)     | Arany      | 100,000     |
| Franciaország (SNEP)         | Arany      | 50,000      |
| Kanada (Music Canada)        | 4× Platina | 320,000     |
| Lengyelország (ZPAV)         | Arany      | 10,000      |
| Mexikó (AMPROFON)            | Arany      | 30,000      |
| Olaszország (FIMI)           | Platina    | 50,000      |
| Svájc (IFPI Switzerland)     | Platina    | 20,000      |
| Svédország (GLF)             | Platina    | 30,000      |
| Új-Zéland (RMNZ)             | Platina    | 15,000      |

## Kiadások
| Régió       | Dátum              | Kiadók                              | Formátumok                       | Ref.    |
| ----------- | ------------------ | ----------------------------------- | -------------------------------- | ------- |
| Világszerte | 2018. augusztus 3. | - Cactus Jack - Grand Hustle - Epic | - digitális letöltés - streaming | [ 156 ] |
| Világszerte | 2018. október 12.  | - Cactus Jack - Grand Hustle - Epic | CD                               | [ 157 ] |
| Világszerte | 2018. november 16. | - Cactus Jack - Grand Hustle - Epic | hanglemez                        | [ 158 ] |
| Japán       | 2018. október 31.  | Sony Music                          | CD                               | [ 159 ] |